# Campeonato Europeo de Halterofilia de 1898
El III Campeonato Europeo de Halterofilia se celebró en Ámsterdam (Países Bajos) en el año 1898 bajo la organización de la Federación Europea de Halterofilia (EWF) y la Federación Neerlandesa de Halterofilia.

## Medallistas
| Evento            | Oro                        | Plata | Bronce |
| ----------------- | -------------------------- | ----- | ------ |
| Categoría abierta | François De Haes · Bélgica | —     | —      |

## Medallero
| Núm. | País    | Oro | Plata | Bronce | Total |
| ---- | ------- | --- | ----- | ------ | ----- |
| 1    | Bélgica | 1   | 0     | 0      | 1     |
|      | TOTAL   | 1   | 0     | 0      | 1     |